# Cross Road
Cross Road es el primer álbum de grandes éxitos de la banda estadounidense de rock Bon Jovi, publicado por Mercury Records el 11 de octubre de 1994. El álbum contiene éxitos provenientes desde su álbum debut Bon Jovi (1984) hasta su quinto álbum Keep The Faith (1992) y dos nuevas canciones; «Always» y «Someday I'll Be Saturday Night». La versión americana de Cross Road contiene una versión inédita de "Livin' On a Prayer" titulada Prayer 94.
«Runaway» no fue grabado con la agrupación original, a pesar de eso, se planeaba hacer una versión titulada Runaway 94 la cual nunca fue grabada. La localización del diner el cual aparece en el álbum, se localiza en Wall Townshio en Nueva Jersey, cerca del cruce de la Ruta 33 y la Ruta 34.
«Always» fue lanzado como el primer sencillo del álbum, convirtiéndose en le sencillo más vendido de la banda a nivel mundial, con más de 10 millones de copias. La canción alcanzó el cuarto puesto de la lista del Billboard Hot 100, pasando 18 semanas dentro del top 10 del conteo. «Always» llegó a la cima de 13 países a nivel mundial. Cross Road se convirtió en el álbum más vendido en el Reino Unido en 1994. La Recording Industry Association of America (RIAA) ha certificado cuatro veces platino el álbum, por ventas de 4,95 millones de copias en los Estados Unidos. Cross Road tiene un lugar dentro de los álbumes más vendidos de todos los tiempos con 22 millones de copias en todo el mundo.

## Repercusión
En los Estados Unidos, Cross Road debutó en el octavo puesto de la lista del Billboard 200 en la semana del 5 de noviembre de 1994. El álbum permaneció 57 semanas dentro del conteo estadounidense. De acuerdo con Nielsen SoundScan, el álbum había vendido 4,951,000 copias en los Estados Unidos hasta septiembre de 2011, incluyendo 324,000 copias vendidas en 2006.
En el Reino Unido, Cross Road debutó en el primer puesto del UK Albums Chart, pasando un total de cinco semanas no consecutivas en la cima de la lista, para después convertirse en el álbum más vendido de 1994 en el país. Cross Road fue certificado seis veces platino por la BPI, por ventas excedentes a 1.8 millones de copias y es el disco más vendido de Bon Jovi en el Reino Unido.
El álbum encabezó la listas de otros países en el continente europeo, incluyendo Alemania, Austria, Dinamarca, Italia, Portugal y Suiza. En 2007, fue certificado ocho veces platino por la International Federation of the Phonographic Industry por ventas de más de 8 millones en el continente Europeo.
Cross Road se convirtió en el primer álbum número uno en Japón para la banda, donde ha vendido 1.1 millones de unidades. El álbum pasó dos semanas en la cima de la lista Australiana y fue certificado once veces platino por la Australian Recording Industry Association (ARIA) por envíos excedentes a 770,000 copias en 2010. El álbum también debutó en el tercer puesto de la lista New Zealand Albums Chart, alcanzando la cima de la lista en la segunda semana. Cross Road fue certificado siete veces platino por la Recording Industry Association of New Zealand tras vender 105,000 unidades.
Cross Road se convirtió en el material discográfico más vendido de la banda en muchas regiones a nivel mundial, en especial el Reino Unido, Australia, Japón y el continente europeo en general. El álbum ha vendido más de 22 millones de copias.

## Canciones del álbum
| N.º | Título                           | Escritor(es)                                | Del álbum         | Duración |  |
| 1.  | «Livin' on a Prayer»             | Jon Bon Jovi, Richie Sambora, Desmond Child | Slippery When Wet | 4:11     |  |
| 2.  | «Keep the Faith»                 | Bon Jovi, Sambora, Child                    | Keep the Faith    | 5:45     |  |
| 3.  | «Someday I'll Be Saturday Night» | Bon Jovi, Sambora, Child                    | Nueva Canción     | 4:38     |  |
| 4.  | «Always»                         | Bon Jovi                                    | Nueva Canción     | 5:52     |  |
| 5.  | «Wanted Dead or Alive»           | Bon Jovi, Sambora                           | Slippery When Wet | 5:07     |  |
| 6.  | «Lay Your Hands on Me»           | Bon Jovi, Sambora                           | New Jersey        | 5:58     |  |
| 7.  | «You Give Love a Bad Name»       | Bon Jovi, Sambora, Child                    | Slippery When Wet | 3:43     |  |
| 8.  | «Bed of Roses»                   | Bon Jovi                                    | Keep the Faith    | 6:34     |  |
| 9.  | «Blaze of Glory»                 | Bon Jovi                                    | Blaze of Glory    | 5:40     |  |
| 10. | «In These Arms»                  | Bon Jovi, Sambora, David Bryan              | Keep the Faith    | 5:21     |  |
| 11. | «Bad Medicine»                   | Bon Jovi, Sambora, Child                    | New Jersey        | 5:14     |  |
| 12. | «I'll Be There for You»          | Bon Jovi, Sambora                           | New Jersey        | 5:41     |  |
| 13. | «In and Out of Love»             | Bon Jovi                                    | 7800° Fahrenheit  | 4:23     |  |
| 14. | «Runaway»                        | Bon Jovi, George Karak                      | Bon Jovi          | 3:50     |  |
| 15. | «Never Say Goodbye»              | Bon Jovi, George Karak                      | Slippery When Wet | 4:50     |  |

| \| N.º \| Título \| Escritor(es) \| Duración \| \| \| 10. \| «Prayer '94» (en sustitución de «In These Arms») \| Bon Jovi, Sambora, Child \| 5:16 \| \| |                                                  |                          |          |  |
| N.º | Título                                           | Escritor(es)             | Duración |  |
| 10. | «Prayer '94» (en sustitución de «In These Arms») | Bon Jovi, Sambora, Child | 5:16     |  |

| \| N.º \| Título \| Escritor(es) \| Del álbum \| Duración \| \| \| 10. \| «Tokyo Road» (en sustitución de «In These Arms») \| Bon Jovi, Sambora \| 7800° Fahrenheit \| 5:42 \| \| |                                                  |                   |                  |          |  |
| N.º | Título                                           | Escritor(es)      | Del álbum        | Duración |  |
| 10. | «Tokyo Road» (en sustitución de «In These Arms») | Bon Jovi, Sambora | 7800° Fahrenheit | 5:42     |  |

| \| N.º \| Título \| Escritor(es) \| Del álbum \| Duración \| \| \| 1. \| «The Radio Saved My Life Tonight» \| Bon Jovi, Sambora \| 100,000,000 Bon Jovi Fans Can't Be Wrong \| 5:08 \| \| \| 2. \| «Wild in the Streets» \| Bon Jovi \| Slippery When Wet \| 3:55 \| \| \| 3. \| «Diamond Ring» \| Bon Jovi, Sambora, Child \| These Days \| 3:46 \| \| \| 4. \| «Good Guys Don't Always Wear White» \| Bon Jovi, Sambora, Child \| B.S.O. de The Cowboy Away y 100M Bon Jovi Fans Can't Be Wrong \| 4:30 \| \| \| 5. \| «The Boys Are Back in Town» (Cover de Thin Lizzy) \| Phil Lynott \| \| 4:04 \| \| \| 6. \| «Edge of a Broken Heart» \| Bon Jovi, Sambora, Child \| B.S.O. de Disorderlies y 100M Bon Jovi Fans Can't Be Wrong \| 4:32 \| \| \| 7. \| «Postcards from the Wasteland» \| Bon Jovi, Sambora \| Demo de Bounce \| 4:24 \| \| \| 8. \| «Blood on Blood» (Live) \| Bon Jovi, Sambora, Child \| New Jersey \| 6:49 \| \| \| 9. \| «Let It Rock» \| Bon Jovi, Sambora \| Slippery When Wet \| 5:23 \| \| \| 10. \| «Starting All Over Again» \| Bon Jovi, Sambora \| 100,000,000 Bon Jovi Fans Can't Be Wrong \| 3:44 \| \| \| 11. \| «Blood Money» \| Bon Jovi \| Demo de Keep The Faith \| 2:27 \| \| \| 12. \| «Save a Prayer» \| Bon Jovi, Sambora \| Keep The Faith \| 5:56 \| \| \| 13. \| «Lucky» \| Bon Jovi, Sambora, Marti Frederiksen \| Demo de Bounce \| 3:47 \| \| \| 14. \| «Why Aren't You Dead?» \| Bon Jovi, Sambora, Child \| 100,000,000 Bon Jovi Fans Can't Be Wrong \| 3:32 \| \| \| 15. \| «Raise Your Hands» \| Bon Jovi, Sambora \| Slippery When Wet \| 4:15 \| \| |                                                   |                                      |                                                               |          |  |
| N.º | Título                                            | Escritor(es)                         | Del álbum                                                     | Duración |  |
| 1. | «The Radio Saved My Life Tonight»                 | Bon Jovi, Sambora                    | 100,000,000 Bon Jovi Fans Can't Be Wrong                      | 5:08     |  |
| 2. | «Wild in the Streets»                             | Bon Jovi                             | Slippery When Wet                                             | 3:55     |  |
| 3. | «Diamond Ring»                                    | Bon Jovi, Sambora, Child             | These Days                                                    | 3:46     |  |
| 4. | «Good Guys Don't Always Wear White»               | Bon Jovi, Sambora, Child             | B.S.O. de The Cowboy Away y 100M Bon Jovi Fans Can't Be Wrong | 4:30     |  |
| 5. | «The Boys Are Back in Town» (Cover de Thin Lizzy) | Phil Lynott                          |                                                               | 4:04     |  |
| 6. | «Edge of a Broken Heart»                          | Bon Jovi, Sambora, Child             | B.S.O. de Disorderlies y 100M Bon Jovi Fans Can't Be Wrong    | 4:32     |  |
| 7. | «Postcards from the Wasteland»                    | Bon Jovi, Sambora                    | Demo de Bounce                                                | 4:24     |  |
| 8. | «Blood on Blood» (Live)                           | Bon Jovi, Sambora, Child             | New Jersey                                                    | 6:49     |  |
| 9. | «Let It Rock»                                     | Bon Jovi, Sambora                    | Slippery When Wet                                             | 5:23     |  |
| 10. | «Starting All Over Again»                         | Bon Jovi, Sambora                    | 100,000,000 Bon Jovi Fans Can't Be Wrong                      | 3:44     |  |
| 11. | «Blood Money»                                     | Bon Jovi                             | Demo de Keep The Faith                                        | 2:27     |  |
| 12. | «Save a Prayer»                                   | Bon Jovi, Sambora                    | Keep The Faith                                                | 5:56     |  |
| 13. | «Lucky»                                           | Bon Jovi, Sambora, Marti Frederiksen | Demo de Bounce                                                | 3:47     |  |
| 14. | «Why Aren't You Dead?»                            | Bon Jovi, Sambora, Child             | 100,000,000 Bon Jovi Fans Can't Be Wrong                      | 3:32     |  |
| 15. | «Raise Your Hands»                                | Bon Jovi, Sambora                    | Slippery When Wet                                             | 4:15     |  |

| \| 1998 Special Edition bonus CD PHCR-90021/22 \| \| \| \| \| \| N.º \| Título \| Del álbum \| Duración \| \| \| 1. \| «Always» (Live in St.Basie Theater 1992) \| \| \| \| \| 2. \| «Someday I'll Be Saturday Night» (Live in Fox Theater 1994) \| \| \| \| \| 3. \| «With A Little Help From My Friends» (Live in St.Basie Theater 1992) \| \| \| \| \| 4. \| «Good Guys Don't Always Wear White» \| B.S.O. de la película Disorderlies \| \| \| \| 5. \| «Blaze Of Glory» (Live in Count Basie Theater 1992) \| Blaze of Glory \| \| \| \| 6. \| «Stranger in This Town» (Live in Count Basie Theater 1993) \| Stranger in This Town \| \| \| |                                                                      |                                    |          |  |
| 1998 Special Edition bonus CD PHCR-90021/22 |                                                                      |                                    |          |  |
| N.º | Título                                                               | Del álbum                          | Duración |  |
| 1. | «Always» (Live in St.Basie Theater 1992)                             |                                    |          |  |
| 2. | «Someday I'll Be Saturday Night» (Live in Fox Theater 1994)          |                                    |          |  |
| 3. | «With A Little Help From My Friends» (Live in St.Basie Theater 1992) |                                    |          |  |
| 4. | «Good Guys Don't Always Wear White»                                  | B.S.O. de la película Disorderlies |          |  |
| 5. | «Blaze Of Glory» (Live in Count Basie Theater 1992)                  | Blaze of Glory                     |          |  |
| 6. | «Stranger in This Town» (Live in Count Basie Theater 1993)           | Stranger in This Town              |          |  |

## Videos
- «Always»
- «Someday I'll Be Saturday Night»

## Certificaciones
| País                          | Certificación | Ventas por certificado |
| ----------------------------- | ------------- | ---------------------- |
| Alemania (BVMI)               | 2× Platino    | 1.000.000              |
| Argentina (CAPIF)             | 4× Platino    | 240.000                |
| Australia (ARIA)              | 11× Platino   | 810.000                |
| Austria (IFPI Austria)        | 3× Platino    | 150.000                |
| Bélgica (BEA)                 | 2× Platino    | 100.000                |
| Brasil (PMB)                  | Platino       | 300.000                |
| Canadá (CRIA)                 | Diamante      | 1.000.000              |
| España (AFYVE)                | 4× Platino    | 400.000                |
| Estados Unidos (RIAA)         | 4× Platino    | 4.000.000              |
| Finlandia (Musiikkituottajat) | 2× Platino    | 100.000                |
| Francia (SNEP)                | Platino       | 300.000                |
| Hungría (MAHASZ)              | Gold          | 50.000                 |
| Italia (FIMI)                 | 5× Platino    | 500.000                |
| Japón (RIAJ)                  | Million       | 1.000.000              |
| Nueva Zelanda (RIANZ)         | 7× Platino    | 105.000                |
| Países Bajos (NVPI)           | 2× Platino    | 200.000                |
| Polonia (ZPAV)                | Oro           | 50.000                 |
| Reino Unido (BPI)             | 6× Platino    | 1.800.000              |
| Suiza (IFPI Suiza)            | 3× Platino    | 150.000                |
| Suecia (GLF)                  | Platino       | 100.000                |